# Aatxe
Aatxe é um espírito da mitologia basca. Seu nome é traduzido literalmente como "jovem touro", e ele é, por vezes, conhecido como Etsai. Ele é um espírito que habita numa caverna com a forma de um jovem touro vermelho, mas sendo um metamorfo e, por vezes, toma a forma de um homem. À noite, quando há uma tempestade, ele surge a partir de seu covil oco. Ele ataca criminosos e outras pessoas malévolas. Ele também protege pessoas, fazendo-as ficar em casa quando o perigo está próximo.
Segundo a mitologia basca, o Aatxe seria uma representação da deusa Mari, ou mesmo um executor de sua vontade, punindo as pessoas que a traem. Outro nome para ele é Aatxegorri, que significa "jovem touro vermelho". Acredita-se que o Aatxe habite cavernas e depressões. O mito tem suas origens no Paleolítico.

## Na cultura popular
O Aatxe é usado com o nome de "monstro de chifres da sombra" na franquia Guild Wars.
Em 12 de dezembro de 2014, os Aatxes foram adicionados ao popular jogo de smartphone, Disco Zoo.